# Jarir
Pour les articles homonymes, voir Jarir (homonymie) et Atiyah.
Djarir, de son nom complet Djarir Ibn 'Atiyya Ibn Hudhayfa al-Khatafâ Ibn Badr (arabe : جرير بن عطية بن حذيفة الخطفى بن بدر التميمي) est un poète arabe de l'époque omeyyade, né dans les années 640 et mort en 728 ou 729. Il s'est rendu célèbre par les poèmes satiriques qu'il échangea pendant quarante ans avec ses deux rivaux Farazdak et Al-Akhtal. À eux trois, ils forment ce qu'on appelle la "triade omeyyade". Les trois poètes ont alimenté pendant des siècles les discussions de salon et les débats entre savants cherchant à savoir lequel des trois était le meilleur.
La "triade omeyyade" marque une étape importante de l'évolution de la poésie arabe, en imitant les grands modèles préislamiques tout en renouvelant les motifs des genres satirique et panégyrique.